# Chimoptesis
Chimoptesis is een geslacht van vlinders van de familie bladrollers (Tortricidae), uit de onderfamilie Olethreutinae.

## Soorten
- C. chrysopyla Powell, 1964
- C. matheri Powell, 1964
- C. pensylvaniana (Kearfott, 1907)